# Suzano
Suzano is een gemeente in de Braziliaanse deelstaat São Paulo. De gemeente telt 284.356 inwoners (schatting 2009).

## Geografie

### Hydrografie
De stad ligt aan de rivier de Tietê. De Taiaçupeba mondt uit in de Tietê en maakt deel uit van de gemeentegrens. De Taiaçupeba-Açu/Claro maakt ook deel uit van de gemeentegrens. De rivieren Córrego do Tanqui, Córrego Taiaçupeba-Mirim en Ribeirão Balainho ontspringen in de gemeente en monden in elkaar uit. De Córrego Mestre Leandro maakt deel uit van de gemeentegrens en mondt uit in de Taiaçupeba-Mirim, die uitmondt in het stuwmeer Represa do Rio Taiaçupeba. De Córrego Tecelão mondt uit in de Guaió en maken beide deel uit van de gemeentegrens. De Guaió mondt uit in de Tietê.

### Aangrenzende gemeenten
De gemeente grenst aan Ferraz de Vasconcelos, Itaquaquecetuba, Mogi das Cruzes, Poá, Ribeirão Pires, Rio Grande da Serra en Santo André.

## Geboren
- Felipe França (1987), zwemmer